# Voïvodie de Lubusz
La voïvodie de Lubusz (en polonais Województwo lubuskie) est une des seize régions administratives (voïvodies) de la Pologne. Gorzów Wielkopolski est le chef-lieu de la voïvodie et Zielona Góra est le siège de la diétine régionale.
La voïvodie a été créée le 1er janvier 1999 à partir des anciennes voïvodies de Zielona Góra et Gorzów Wielkopolski, à la suite d'une loi de 1998 réorganisant le découpage administratif du pays. Elle se divise en quatorze districts (powiats), dont deux villes possédant des droits de district, et 83 communes. Le nom de la voïvodie fait référence à la région historique du pays de Lubusz, une ancienne province polonaise, bien que les zones frontalières incorporent aujourd’hui des territoires de Silésie et de Grande-Pologne. La région est riche en forêts, lacs et rivières.
La voïvodie se situe en Pologne occidentale. Elle a des frontières avec les voïvodies de Poméranie occidentale, de Grande-Pologne et de Basse-Silésie, ainsi qu’avec les Länder allemands de Brandebourg et de Saxe.

## Histoire
Le nom polonais de pays de Lubusz est tiré d’anciens écrits en latin qui parlent de la terra lubusiana. En 1250, la perte de la Marche de Landsberg par la Pologne et la création de la Nouvelle Marche de Brandebourg en 1303, dirigée par les margraves du Brandebourg, ont transformé la région qui s’est germanisée. Après plusieurs siècles passés sous administration germanique, elle fait depuis 1945 partie de la Pologne (voir Évolution territoriale de la Pologne).
Cette région est un carrefour économique et culturel entre Allemands et Polonais.

## Villes et cités

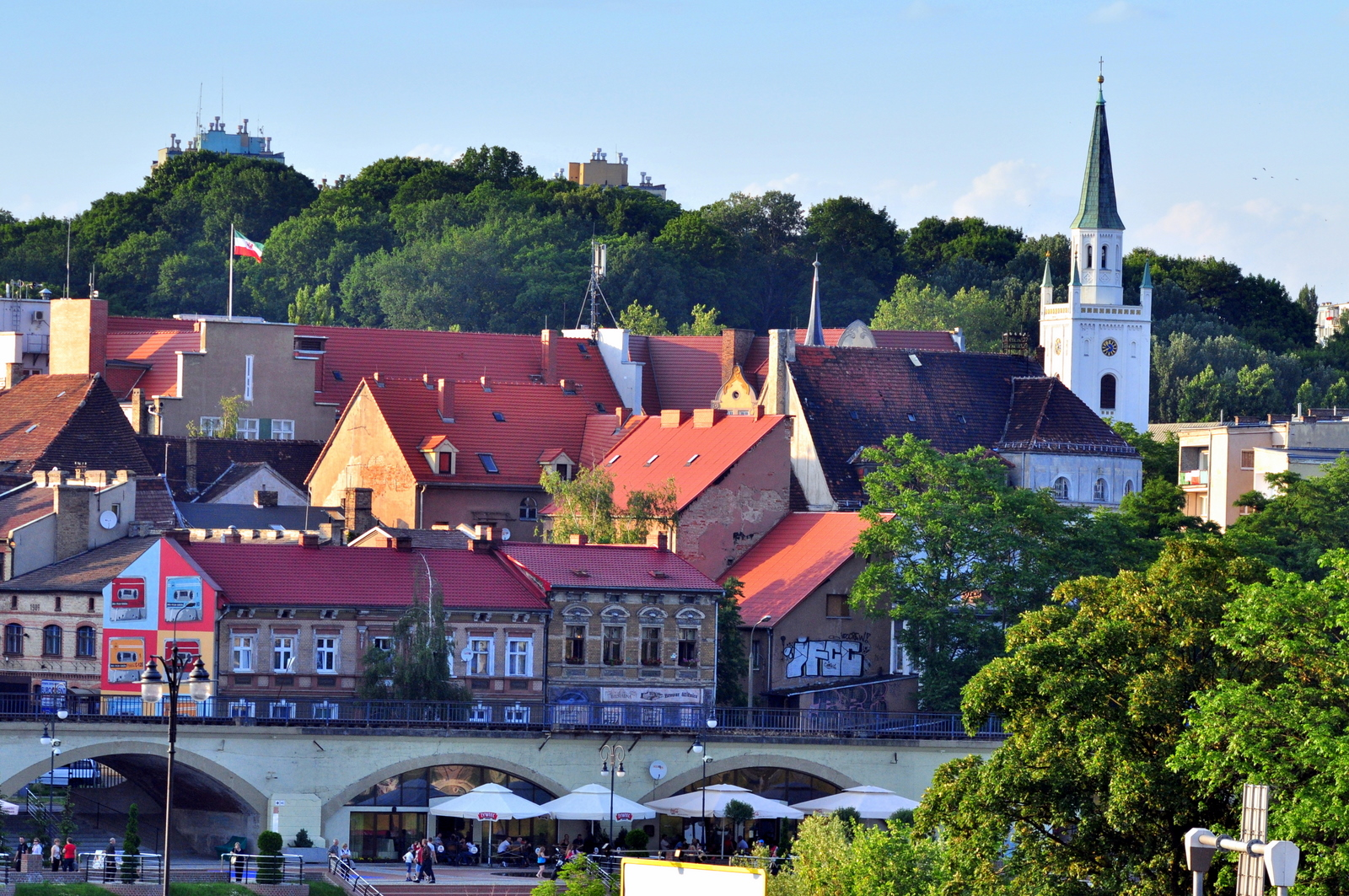
Gorzów Wielkopolski est le siège du gouvernement de la voïvodie.

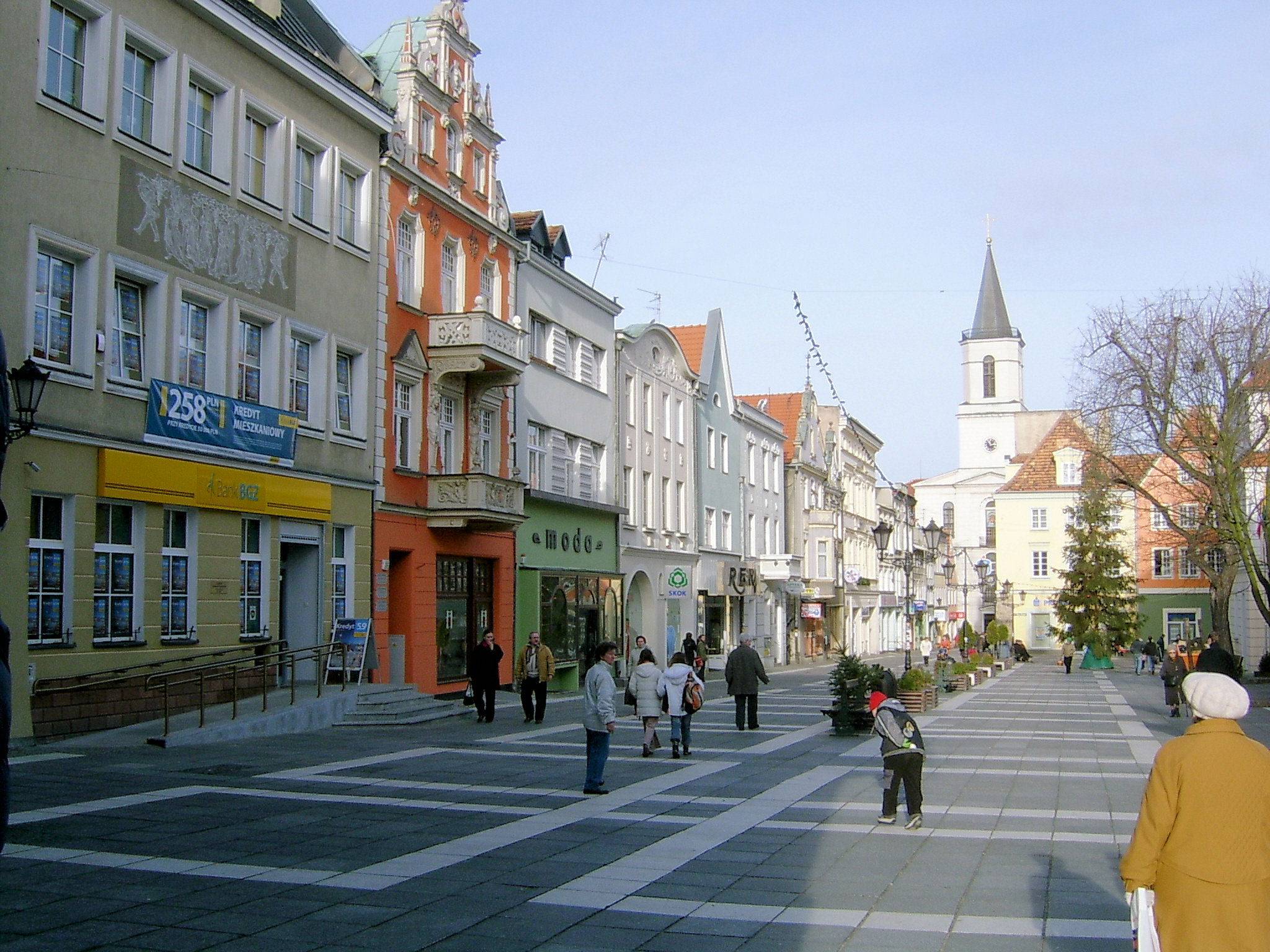
Zielona Góra est le siège de l'assemblée provinciale.

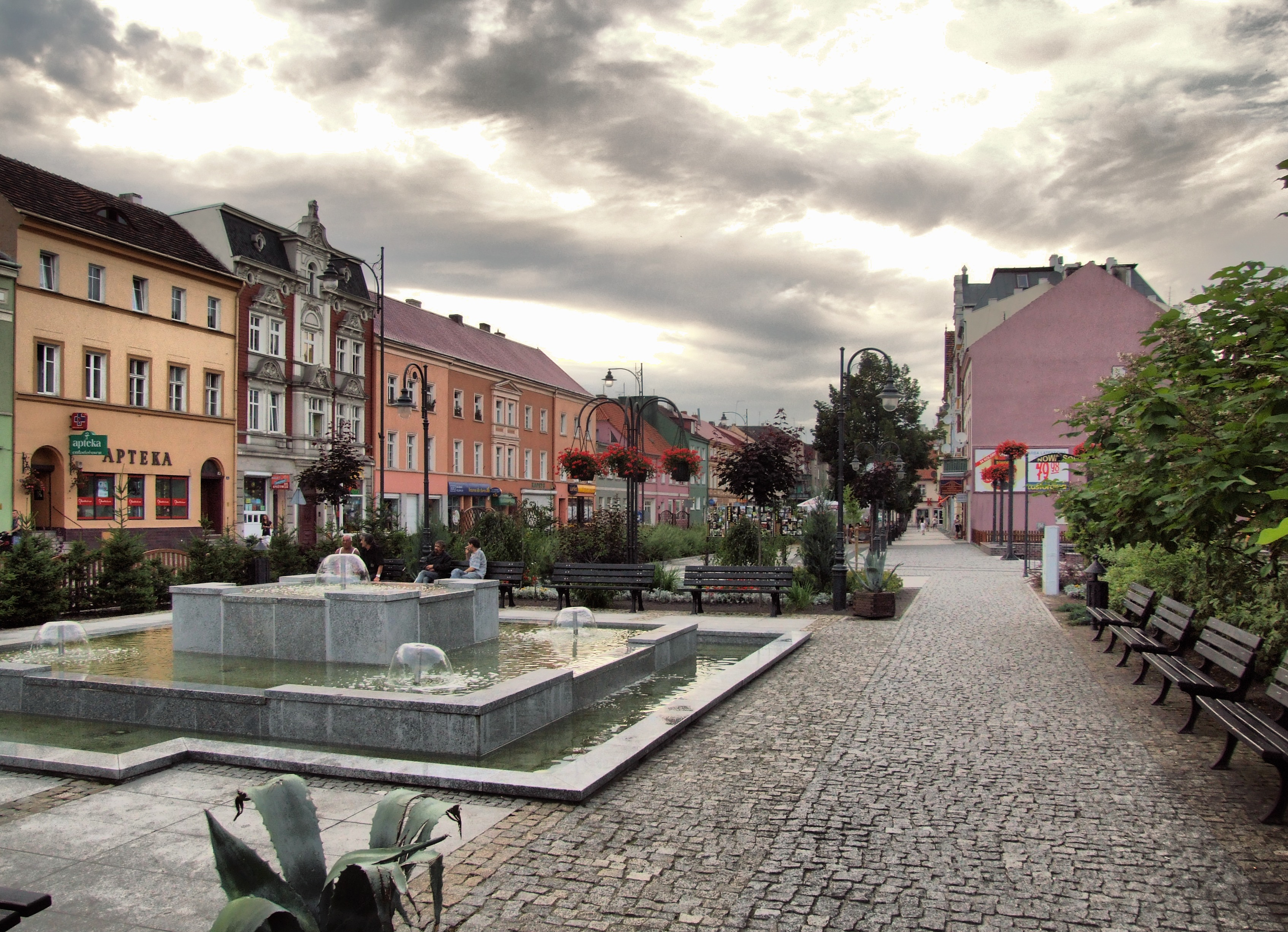
Nowa Sól appartient historiquement à la Basse-Silésie.

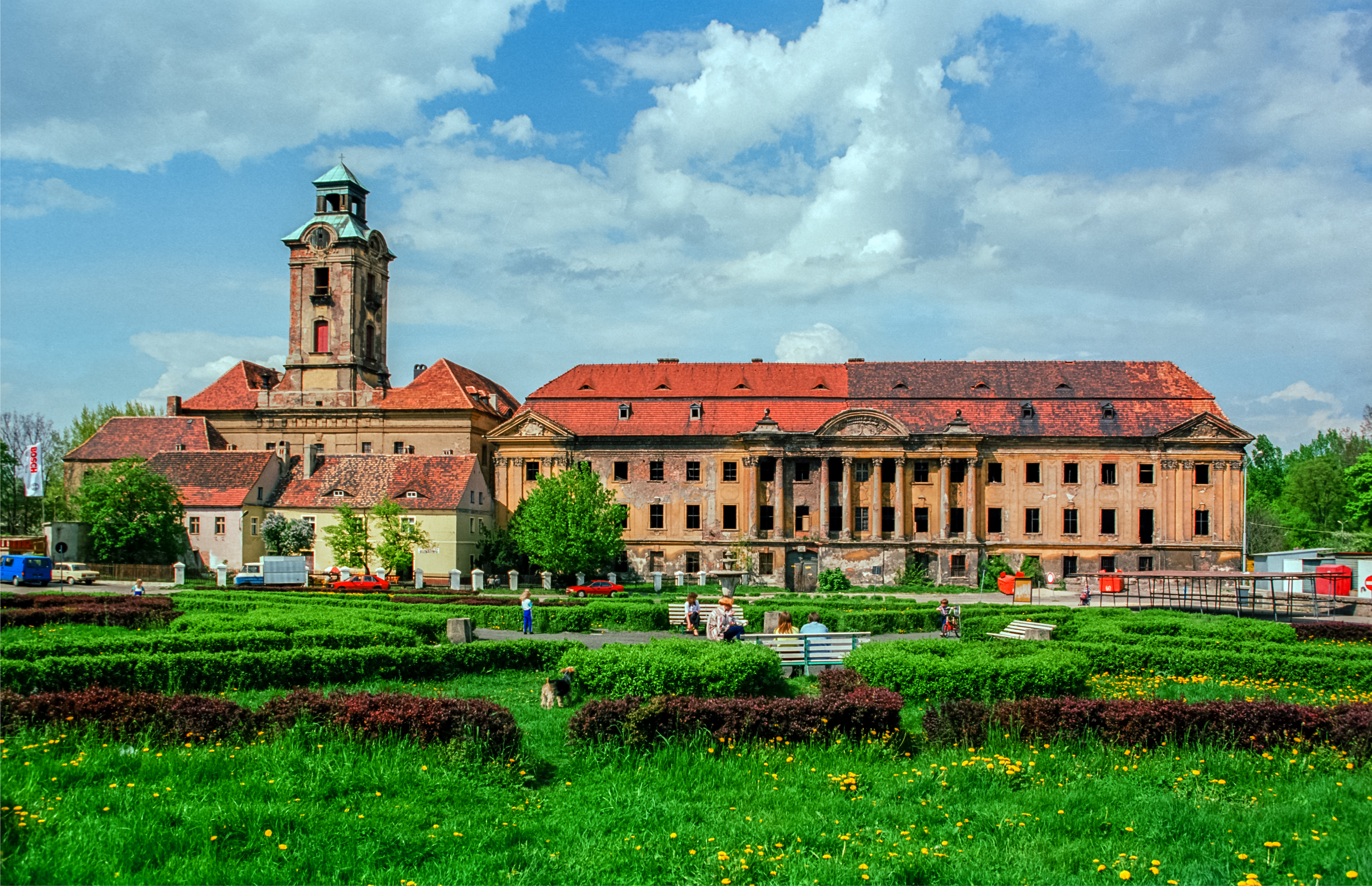
Żary est la plus grande ville de la partie polonaise de Lusace.

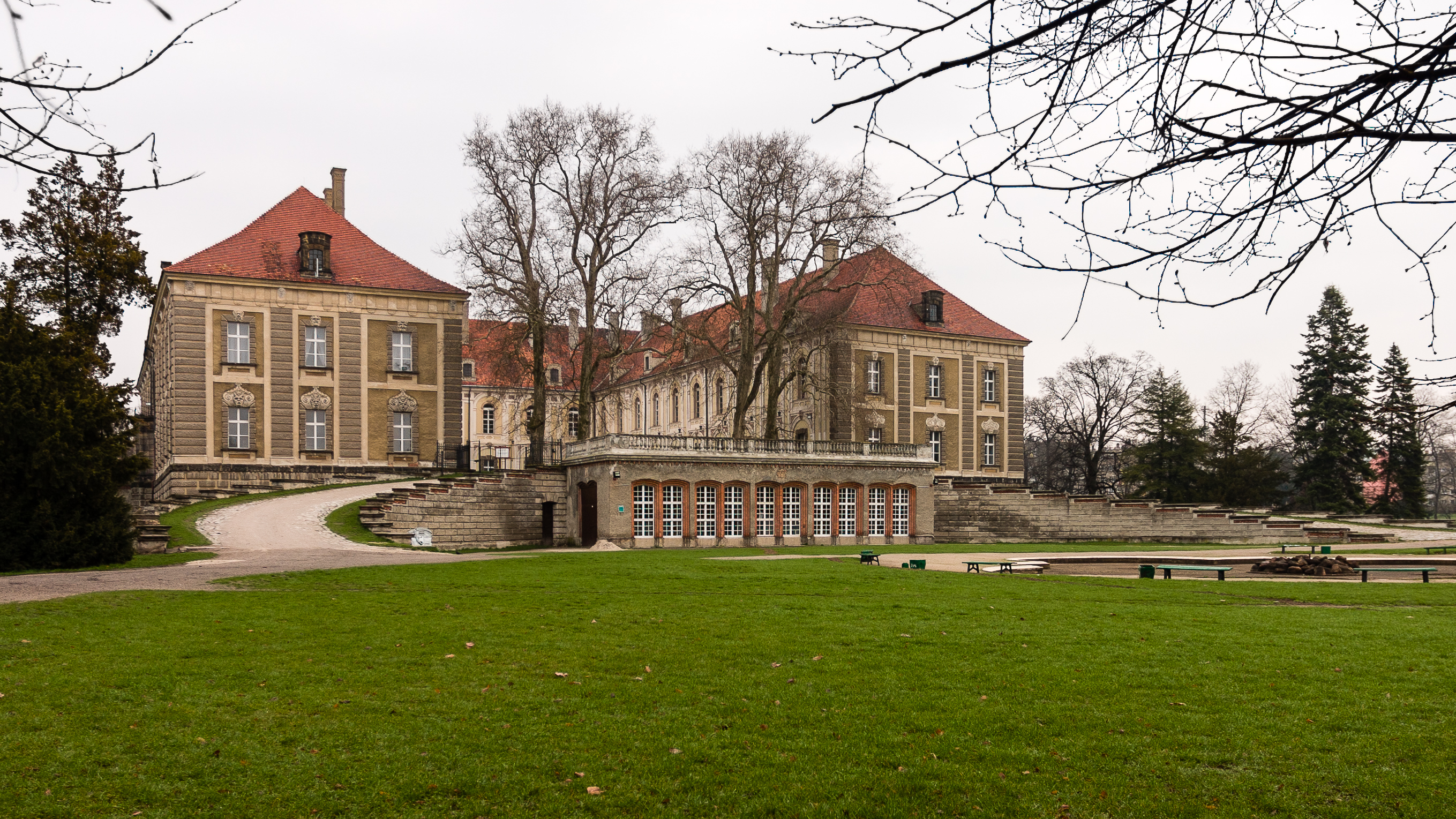
Żagań appartient historiquement à la Basse-Silésie.

La voïvodie compte 42 villes et cités. Elles sont énumérées ci-dessous dans l'ordre décroissant de population (selon les chiffres officiels de 2006) :
1. Gorzów Wielkopolski (124 554)
2. Zielona Góra (119 197)
3. Nowa Sól (40 351)
4. Żary (38 967)
5. Żagań (26 580)
6. Świebodzin (22 138)
7. Międzyrzecz (18 700)
8. Słubice (18 148)
9. Kostrzyn nad Odrą (17 725)
10. Sulechów (17 642)
11. Gubin (17 038)
12. Lubsko (14 767)
13. Wschowa (14 573)
14. Szprotawa (12 613)
15. Krosno Odrzańskie (12 100)
16. Drezdenko (10 565)
17. Strzelce Krajeńskie (10 143)
18. Skwierzyna (10 010)
19. Sulęcin (9 972)
20. Kożuchów (9 784)
21. Witnica (6 968)
22. Rzepin (6 697)
23. Zbąszynek (5 087)
24. Nowogród Bobrzański (5 036)
25. Jasień (4 526)
26. Bytom Odrzański (4 444)
27. Babimost (4 150)
28. Czerwieńsk (4 138)
29. Iłowa (4 048)
30. Sława (3 942)
31. Ośno Lubuskie (3 895)
32. Kargowa (3 641)
33. Małomice (3 623)
34. Gozdnica (3 454)
35. Dobiegniew (3 187)
36. Cybinka (2 947)
37. Nowe Miasteczko (2 885)
38. Łęknica (2 641)
39. Torzym (2 535)
40. Trzciel (2 459)
41. Lubniewice (2 032)
42. Szlichtyngowa (1 348)

## Division administrative
La voïvodie de Lubusz est divisée en 14 districts (powiaty): 2 villes-districts et 12 districts ruraux. Ceux-ci sont répartis dans 83 communes (gminy) 
Les districts sont répertoriés dans le tableau ci-dessous (classés par ordre décroissant de la population
| Nom français et Nom polonais                               | Superficie (km²) | Population (2006) | Siège                | autres villes                                                | Total gminas |
| Villes-districts                                           |                  |                   |                      |                                                              |              |
| Gorzów Wielkopolski                                        | 86               | 125 204           |                      |                                                              | 1            |
| Zielona Góra                                               | 58               | 118 201           |                      |                                                              | 1            |
| Districts ruraux                                           |                  |                   |                      |                                                              |              |
| Powiat de Żary powiat żarski                               | 1 393            | 98 929            | Żary                 | Lubsko, Jasień, Łęknica                                      | 10           |
| Powiat de Zielona Góra powiat zielonogórski                | 1 571            | 89 543            | Zielona Góra *       | Sulechów, Nowogród Bobrzański, Babimost, Czerwieńsk, Kargowa | 10           |
| Powiat de Nowa Sól powiat nowosolski                       | 771              | 86,773            | Nowa Sól             | Kożuchów, Bytom Odrzański, Nowe Miasteczko                   | 8            |
| Powiat de Żagań powiat żagański                            | 1 131            | 82 226            | Żagań                | Szprotawa, Iłowa, Małomice, Gozdnica                         | 9            |
| Powiat de Gorzów powiat gorzowski                          | 1 213            | 65 546            | Gorzów Wielkopolski* | Kostrzyn nad Odrą, Witnica                                   | 7            |
| Powiat de Międzyrzecz powiat międzyrzecki                  | 1 388            | 58 335            | Międzyrzecz          | Skwierzyna, Trzciel                                          | 6            |
| Powiat de Krosno Odrzańskie powiat krośnieński             | 1 390            | 56 463            | Krosno Odrzańskie    | Gubin                                                        | 7            |
| Powiat de Świebodzin powiat świebodziński                  | 937              | 55 989            | Świebodzin           | Zbąszynek                                                    | 6            |
| Powiat de Strzelce-Drezdenko powiat strzelecko-drezdenecki | 1 248            | 50 151            | Strzelce Krajeńskie  | Drezdenko, Dobiegniew                                        | 5            |
| Powiat de Słubice powiat słubicki                          | 1 000            | 46 777            | Słubice              | Rzepin, Ośno Lubuskie, Cybinka                               | 5            |
| Powiat de Wschowa powiat wschowski                         | 625              | 38 958            | Wschowa              | Sława, Szlichtyngowa                                         | 3            |
| Powiat de Sulęcin powiat sulęciński                        | 1 177            | 35 329            | Sulęcin              | Torzym, Lubniewice                                           | 5            |
| * Le siège ne fait pas partie du territoire de la powiat   |                  |                   |                      |                                                              |              |

## Politique
Composition de la diétine (sejmik) de Lubusz à la suite des élections de 2024 :
|  |                   | Sièges |
|  | ----------------- | ------ |
|  | Coalition civique | 14     |
|  | Droit et justice  | 10     |
|  | Troisième voie    | 6      |

Composition de la diétine (sejmik) de Lubusz à la suite des élections de 2018 :
|  |                          | Sièges |
|  | ------------------------ | ------ |
|  | Coalition civique        | 11     |
|  | Droit et justice         | 9      |
|  | Parti paysan polonais    | 4      |
|  | Bezpartyjni Samorządowcy | 4      |
|  | SLD Lewica Razem         | 2      |

### Voïvodes (représentants du gouvernement)
|  | Début mandat | Fin mandat | Nom du voïvode        |
|  | ------------ | ---------- | --------------------- |
|  | 1999         | 2000       | Jan Majchrowski (pl)  |
|  | 2000         | 2001       | Stanisław Iwan (pl)   |
|  | 2001         | 2004       | Andrzej Korski (pl)   |
|  | 2004         | 2006       | Janusz Gramza (pl)    |
|  | 2006         | 2006       | Marek Ast             |
|  | 2006         | 2007       | Wojciech Perczak (pl) |
|  | 2007         | 2011       | Helena Hatka (pl)     |
|  | 2011         | 2013       | Marcin Jabłoński (pl) |
|  | 2013         | 2014       | Jerzy Ostrouch (pl)   |
|  | 2015         | 2015       | Katarzyna Osos (pl)   |
|  | 2015         | 2023       | Władysław Dajczak     |
|  | 2023         |            | Marek Cebula          |

### Maréchaux de voïvodie (chefs de l'exécutif régional)
- Andrzej Bocheński (pl) – (1998 - 2006)
- Krzysztof Józef Szymański (pl) – (2006 - 2008)[6],[7]
- Marcin Jabłoński (pl) – (2008 - 2010)[8]
- Elżbieta Polak (pl) – (2010 - 2023)[9]
- Marcin Jabłoński – (2023 - )[10]

### Coopération internationale
La voïvodie de Lubusz a ratifié des conventions, accords et déclarations de coopération avec les régions suivantes :
- Brandebourg (Allemagne) le 12 janvier 2000 ;
- Oblast de Pskov (Russie) le 16 janvier 2002 ;
- Oblast d'Ivano-Frankivsk (Ukraine) le 16 septembre 2002 ;
- Abruzzes (Italie) le 2 juillet 2003 ;
- Hainan (Chine) le 24 février 2006 ;
- Chișinău (Moldavie) le 14 mars 2007 ;
- Voblast de Homiel (Biélorussie) le 7 décembre 2007 ;
- Oblast de Soumy (Ukraine) le 7 décembre 2007 ;
- Région de Nitra (Slovaquie) le 17 avril 2008 ;
- Département du Lot (France) le 17 octobre 2008 ;
- Saxe (Allemagne) le 19 novembre 2008 ;
- Oblast de Vologda (Russie) le 2 juin 2011.

## Lieux et monuments

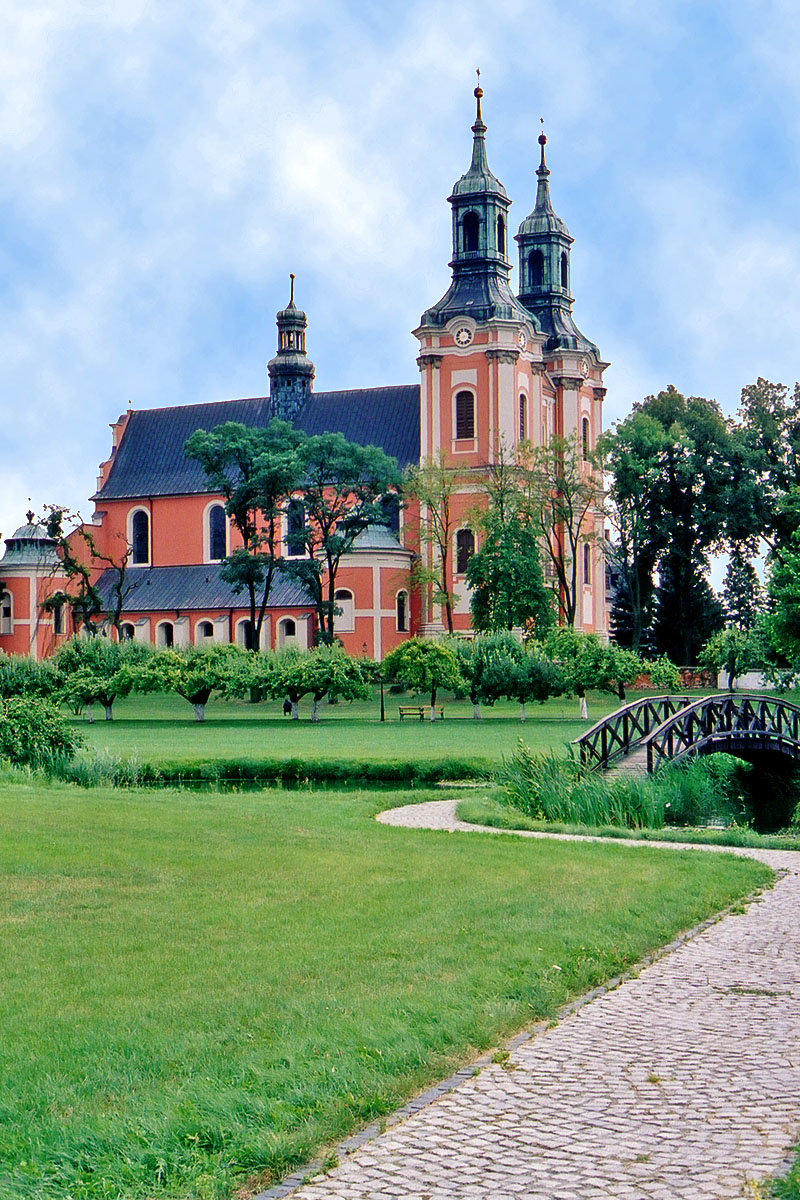
L'abbaye cistercienne de Paradies, fondée en 1230 sous Othon Ier de Brandebourg.

- Le chêne Napoléon (en), dans le village de Zabór, est le plus gros de Pologne[11].
- L’abbaye de Paradies (de) (1230) à Gościkowo, aujourd'hui séminaire.

## Noms de famille les plus fréquents
- 1. Nowak : 5 444
- 2. Kaczmarek : 3 121
- 3. Kowalski : 2 904

## Économie
Principaux secteurs d'activité :
- industrie
- agriculture
- tourisme